# Campeonato da Áustria de Ciclismo em Estrada
O Campeonato da Áustria de fundo em Estrada é a corrida anual organizada para determinar o campeão ciclista da Áustria de cada ano, na modalidade. O título é outorgado ao vencedor de uma única prova, na modalidade de em linha. O vencedor obtêm o direito de usar a maillot com as cores da bandeira áustriaca até ao campeonato do ano seguinte, unicamente quando disputa provas em linha. Este campeonato se disputa ininterruptamente desde 1969.
Em 1926 e 1927 se disputaram dois campeonatos da Áustria. Ambos foram ganhos por Max Bulla.
Nenhum ciclista tem conseguido ganhar o Campeonato em mais de três ocasiões, ainda que vários o ganharam em dois. Dois tem ganhado duas vezes, além de Bulla, Georg Postl, Siegfried Denk, Herbert Spindler, Peter Muckenhuber, Mario Traxl, Jozef Lontscharitsch, Georg Totschnig e Christian Pfannberger.
Na categoria feminina, o recorde de vitórias o ostenta Andrea Graus com quatro vitórias.

## Palmares

### Masculino

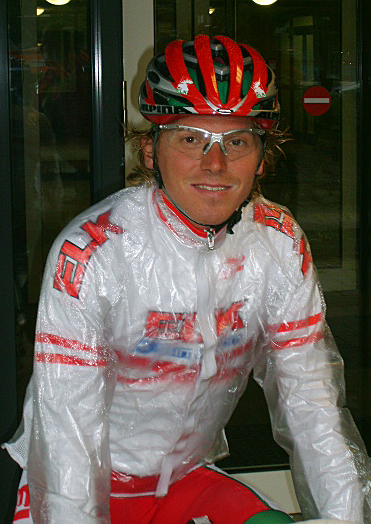
Christian Pfannberger com o maillot de campeão da àustria.

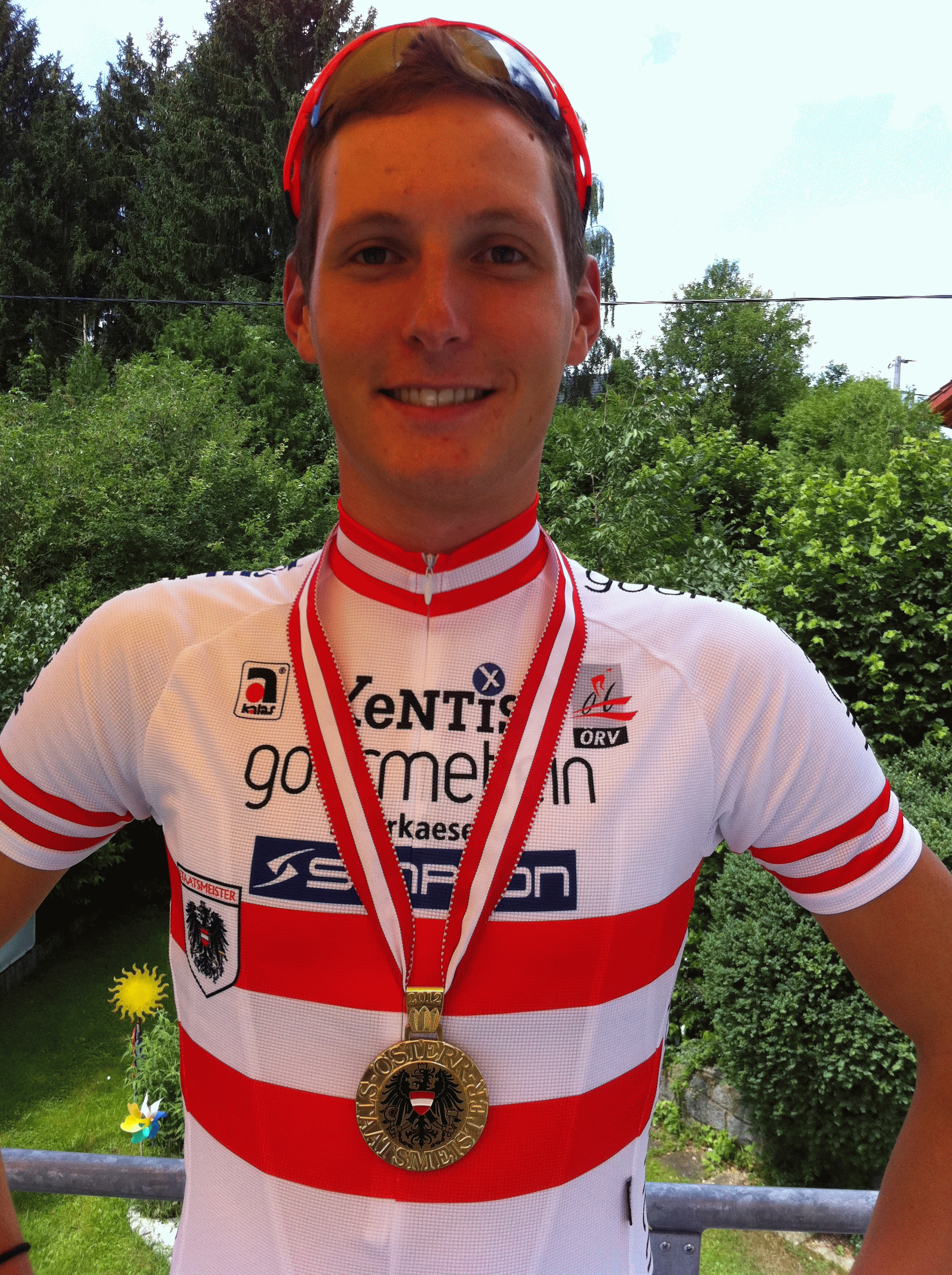
Lukas Pöstlberger campeão em 2012.

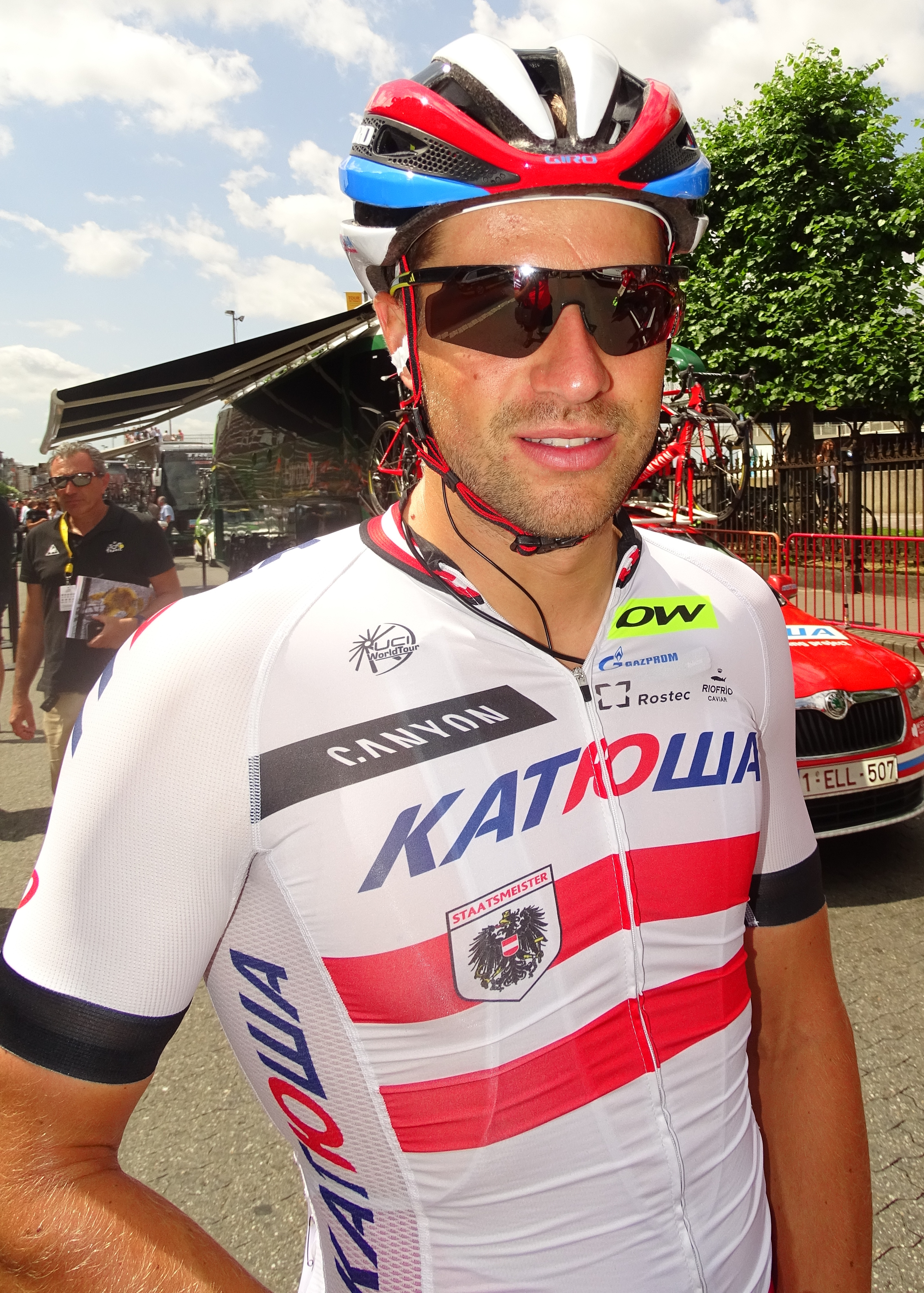
Marco Haller campeão em 2015.

| Ano  | Vencedor              | Segundo               | Terceiro             |
| 1926 | Max Bulla             |                       |                      |
| 1927 | Max Bulla             |                       |                      |
| 1954 | Adolf Christian       |                       |                      |
| 1956 | Adolf Christian       |                       |                      |
| 1969 | Georg Postl           | Ludwig Kretz          | Rudi Kretz           |
| 1970 | Georg Postl           | Roman Hummenberger    | Ludwig Kretz         |
| 1971 | Siegfried Denk        | Georg Postl           | Kurt Schattelbauer   |
| 1972 | Herbert Fuzi          | Siegfried Denk        | Kurt Schattelbauer   |
| 1973 | Kurt Schattelbauer    | Leo Karner            | Rupert Preuer        |
| 1974 | Siegfried Denk        | Frantz Inthaller      | Wolfgang Priglhofer  |
| 1975 | Ludwig Kretz          | Werner Kuhn           | Wolfgang Steinmeyr   |
| 1976 | Herbert Spindler      | Erich Jagsch          | Roman Hummenberger   |
| 1977 | Hans Summer           | Leopold Konig         | Peter Muckenhuber    |
| 1978 | Herbert Spindler      | Leo Karner            | Peter Muckenhuber    |
| 1979 | Manfred Horvayh       | Hans Lienhart         | Kurt Zellhofer       |
| 1980 | Peter Muckenhuber     | Karl Krenauer         | Helmut Wechselberger |
| 1981 | Hans Lienhart         | Harald Maier          | Erich Hofrichter     |
| 1982 | Peter Muckenhuber     | Herbert Spindler      | Johan Traxler        |
| 1983 | Johan Lienhart        | Johan Traxler         | Erich Jagsch         |
| 1984 | Helmut Wechselberger  | Peter Muckenhuber     | Karl Krenauer        |
| 1985 | Bernhard Rassinger    | Herbert Spindler      | Harald Blumel        |
| 1986 | Pauk Popp             | Andy Blumel           | Arno Wohlfahrter     |
| 1987 | Arno Wohlfahrter      | Helmut Wechselberger  | Mario Traxl          |
| 1988 | Albert Hainz          | Norbert Kostel        | Armin Purner         |
| 1989 | Mario Traxl           | Peter Lammer          | Josef Lontscharitsch |
| 1990 | Heinz Hechenberger    | Peter Lammer          | Christian Eminger    |
| 1991 | Armin Purner          | Anton Lorenz          | Andy Langl           |
| 1992 | Richard Schmied       | Andrea Muller         | Heinz Marschel       |
| 1993 | Peter Luttenberger    | Markus Pingerra       | Albin Kern           |
| 1994 | Mario Traxl           | Dietmar Hauer         | Richard Schmied      |
| 1995 | Josef Lontscharitsch  | Paul Haschka          | Gerrit Glomser       |
| 1996 | Heinz Marschel        | Hannes Hempel         | Georg Totschnig      |
| 1997 | Georg Totschnig       | Harald Morscher       | Thomas Mühlbacher    |
| 1998 | Josef Lontscharitsch  | Peter Wrolich         | Berndt Grabner       |
| 1999 | Hannes Hempel         | Peter Wrolich         | Arno Kaspret         |
| 2000 | Werner Riebenbauer    | Thomas Mühlbacher     | Bernhard Gugganig    |
| 2001 | Jürgen Pauritsch      | Gerrit Glomser        | Hans-Peter Obwaller  |
| 2002 | René Haselbacher      | Harald Morscher       | Martin Fisherlehner  |
| 2003 | Georg Totschnig       | René Haselbacher      | Andreas Matzbacher   |
| 2004 | Harald Morscher       | Christian Pfannberger | Georg Totschnig      |
| 2005 | Gerrit Glomser        | Gerhard Trampusch     | Hans-Peter Obwaller  |
| 2006 | Bernhard Kohl         | Harald Morscher       | Georg Totschnig      |
| 2007 | Christian Pfannberger | Markus Eibegger       | Thomas Rohregger     |
| 2008 | Christian Pfannberger | Hans-Peter Obwaller   | Stefan Rucker        |
| 2009 | Markus Eibegger       | Martin Schöffmann     | Bernhard Eisel       |
| 2010 | Harald Starzengruber  | Harald Totschnig      | Josef Kugler         |
| 2011 | Matthias Krizek       | Riccardo Zoidl        | Andreas Hofer        |
| 2012 | Lukas Postlberger     | Josef Benetseder      | Matthias Krizek      |
| 2013 | Riccardo Zoidl        | Stefan Denifl         | Harald Totschnig     |
| 2014 | Riccardo Zoidl        | Gregor Mühlberger     | Bernhard Eisel       |
| 2015 | Marco Haller          | Matthias Krizek       | Daniel Schorn        |
| 2016 | Matthias Brändle      | Gregor Mühlberger     | Michael Gogl         |
| 2017 | Gregor Mühlberger     | Lukas Pöstlberger     | Michael Gogl         |
| 2018 | Lukas Pöstlberger     | Felix Großschartner   | Georg Preidler       |

### Feminino
| Ano  | Vencedor                   | Segundo              | Terceiro                   |
| 1990 | Silvia Nenning             | Silvia Hauser        |                            |
| 1991 | Silvia Nenning             | Johanna Hack         | Brigitte Felber            |
| 1992 | Andrea Purner-Koschier     | Birgit Hausmann      | Doris Reitener             |
| 1993 | Christine Koschier-Bitante | Sandra Pachner       | Silvia Hauser              |
| 1994 | Silvia Hauser              | Michaela Brunngraber | Christine Koschier-Bitante |
| 1995 | Tanja Klein                | Brigitte Krebs       | Cornelia Sulzer            |
| 1996 | Tanja Klein                | Brigitte Krebs       | Johanna Freysinger         |
| 1997 | Johanna Freysinger         | Brigitte Krebs       | Andrea Graus               |
| 1998 | Tanja Klein                | Caroline Dietmann    | Brigitte Krebs             |
| 1999 | Ulrike Baumgartner         | Isabella Wieser      | Andrea Graus               |
| 2000 | Andrea Purner-Koschier     | Ulrike Baumgartner   | Andrea Graus               |
| 2001 | Andrea Purner-Koschier     | Andrea Graus         | Doris Posch                |
| 2002 | Isabella Wieser            | Andrea Graus         | Karin Wieser               |
| 2003 | Bernadette Schober         | Andrea Graus         | Doris Posch                |
| 2004 | Christiane Soeder          | Isabella Wieser      | Andrea Graus               |
| 2005 | Andrea Graus               | Christiane Soeder    | Bernadette Schober         |
| 2006 | Christiane Soeder          | Andrea Graus         | Monika Schachl             |
| 2007 | Daniela Pintarelli         | Bärbel Jungmeier     | Veronika Sprügl            |
| 2008 | Monika Schachl             | Daniela Pintarelli   | Jacqueline Hahn            |
| 2009 | Christiane Soeder          | Daniela Pintarelli   | Jacqueline Hahn            |
| 2010 | Andrea Graus               | Daniela Pintarelli   | Jacqueline Hahn            |
| 2011 | Andrea Graus               | Elisabeth Reiner     | Karin Pekovits             |
| 2012 | Andrea Graus               | Martina Ritter       | Daniela Pintarelli         |
| 2013 | Andrea Graus               | Martina Ritter       | Eva Wutti                  |
| 2014 | Jacqueline Hahn            | Christina Perchtold  | Martina Ritter             |
| 2015 | Martina Ritter             | Daniela Pintarelli   | Christina Perchtold        |
| 2016 | Christina Perchtold        | Martina Ritter       | Sarah Rijkes               |
| 2017 | Martina Ritter             | Christina Perchtold  | Barbara Mayer              |
| 2018 | Sarah Rijkes               | Barbara Mayer        | Angelika Tazreiter         |